# San Cipriano d’Aversa
San Cipriano d’Aversa ist eine italienische Gemeinde (comune) mit 13.298 Einwohnern (Stand 31. Dezember 2023) in der Provinz Caserta in Kampanien. Die Gemeinde grenzt unmittelbar an die Metropolitanstadt Neapel. Der Ort liegt etwa 20 Kilometer nordwestlich von Neapel und etwa 20 Kilometer westsüdwestlich von Caserta.

## Verkehr
San Cipriano d’Aversa liegt an einem Zweig der Strada Statale 7, der SS7bis di Terra di Lavoro. Durch den Ort führt ferner die Bahnstrecke Rom-Formia-Neapel. Allerdings befindet sich der nächste Bahnhof in San Marcellino.

## Söhne und Töchter der Gemeinde
- Antonio Bardellino (1945–1988), Mafiamitglied bei der Cosa Nostra
- Michele Zagaria (* 1958), hochrangiger Mafioso der Casalesi innerhalb der Camorra
- Antonio Iovine (* 1964), hochrangiger Mafioso